# Acmaeodera gillespiensis
Acmaeodera gillespiensis är en skalbaggsart som beskrevs av Knull 1941. Acmaeodera gillespiensis ingår i släktet Acmaeodera och familjen praktbaggar. Inga underarter finns listade i Catalogue of Life.